# T. P. McKenna
Thomas Patrick McKenna (7 de septiembre de 1929 - 13 de febrero de 2011) fue un actor irlandés, nacido en Mullagh, condado de Cavan. Tuvo una extensa carrera teatral y cinematográfica.

## Carrera

### Primeros años
Thomas Patrick McKenna nació en Mullagh, condado de Cavan, Irlanda, en 1929 y se educó en Mullagh School y St Patrick's College, Cavan. Era el mayor de diez hijos de Raphael McKenna, subastador y comerciante, y su esposa Mae. Allí se convirtió en protegido del P. Vincent Kennedy, quien lo presentó en las producciones anuales de las óperas de Gilbert y Sullivan. Fue un notable agudo y cantó en la Catedral de Cavan, pero más tarde también se convertiría en un entusiasta miembro del equipo de fútbol gaélico de la escuela, representando a St Patrick's en la final de la competencia de universidades de toda Irlanda en 1948.
Después de dejar la escuela, se unió al Ulster Bank en Granard, Condado de Longford, y trabajó en banca durante los siguientes cinco años. Sin embargo, siguió decidido a convertirse en actor y cuando recibió un destino en Dublín pronto dejó una huella en la escena amateur de la ciudad apareciendo con la Rathmines and Rathgar Musical Society y la Dublin Shakespeare Society. Sus empleadores no quedaron impresionados por sus actividades extracurriculares y en 1953 lo enviaron a la remota ciudad de Killeshandra en el condado de Cavan. McKenna se negó a ir y renunció a su puesto.

### Teatro
McKenna hizo su debut teatral en el Pike Theatre de Dublín en 1953 como John Buchanan en Summer and Smoke de Tennessee Williams. Actuó una temporada en el Gaiety Theatre con la compañía shakesperiana de Anew McMaster y fue miembro de The Gas Theatre Company dirigida por Godfrey Quigley.
A través de contactos familiares, buscó una entrevista con el director general del Abbey Theatre, Ernest Blythe . A pesar de las preocupaciones de Blythe de que "su nariz era demasiado larga y engordaría", finalmente se convirtió en miembro permanente de la compañía en 1954 y permanecería allí durante los siguientes ocho años, desempeñando más de setenta funciones.
En 1963, consiguió un breve permiso para ir a Londres (St. Martin's Theatre) con la producción del Gate Theatre de Stephen D, una adaptación de Retrato del artista adolescente de Joyce, de Hugh Leonard, que había sido un éxito en el Festival de Teatro de Dublín de 1962. La obra fue bien recibida por la crítica londinense, lo que dio lugar a ofertas para otros trabajos escénicos allí, incluyendo "O'Keefe" en The Ginger Man (Ashcroft, Croydon), de J.P. Donleavy, el revival de Julio César (1964) de Lindsay Anderson para la English Stage Company y 1965 como el ladrón (Aubrey "Popsy" Bagot) en Too True to be Good (Garrick) de Shaw, junto a Alistair Sim y George Cole.
Sin embargo, no había abandonado por completo los escenarios irlandeses y haría apariciones regulares en el Festival de Teatro de Dublín en A Little Winter Love, Pull Down A Horseman, King of the Castle y ¿Quién teme a Virginia Woolf?.
Se unió a la compañía de Stuart Burge en el Nottingham Playhouse en 1968 interpretando a Trigorin en The Seagull y a Sir Joseph Surface en The School For Scandal de Sheridan, ambas dirigidas por Jonathan Miller. En 1969, creó el papel de Fitzpatrick en The Contractor de David Storey, dirigida por Lindsay Anderson en el Royal Court Theatre de Londres. Posteriormente, la producción se trasladó al Fortune Theatre y estuvo en cartelera durante más de un año. En 1973, asumió el papel de Andrew Wyke junto a su amigo Donal Donnelly en el estreno irlandés de Sleuth de Peter Shaffer. La producción fue aclamada en la Ópera de Cork y en el Teatro Olympia de Dublín, donde batió récords de taquilla.
Más tarde ese año se unió a la Royal Shakespeare Company y asumió el papel de Robert Hand en la única obra de James Joyce, Exiles, dirigida por Harold Pinter. En la misma temporada también apareció en una rara puesta en escena de El balcón de Jean Genet, dirigida por Terry Hands.
Regresó a la RSC en 1976 para The Devil's Disciple de Shaw, dirigida por Jack Gold en una producción para conmemorar las celebraciones del bicentenario estadounidense, como el pastor revolucionario reverendo Anthony Anderson.
A finales de los años 1980 y 1990, regresó a los escenarios de Dublín cuando fue invitado por el director Michael Colgan a unirse al Gate Theatre en varias ocasiones, incluidas producciones admiradas de Tío Vania, Tío Vania y No Man's Land. Fue allí donde creó el papel del Dr. Rice en el drama de Brian Friel, Molly Sweeney (1994), y nuevamente en el Teatro Almeida de Londres. Otras producciones de Friel en las que apareció fueron The Communication Cord (Hampstead Theatre, 1984) y Aristocrats (2004) en el RNT en su última aparición teatral.
McKenna dirigió en ocasiones y tuvo a su nombre producciones de The Playboy of the Western World de John Millington Synge (Nottingham Playhouse, 1968), The Death and Resurrection of Mr Roche de Thomas Kilroy (Abbey Theatre, 1973) y The Shadow of A Gunman de Sean O'Casey (Crucible Theatre, Sheffield, 1980).

### Cine y televisión
Durante las décadas de 1960 y 1970, McKenna apareció regularmente en dramas televisivos populares, incluidos Los vengadores (1964, 1965, 1968), Danger Man (1965), El Santo (1966, 1968), Adam Adamant Lives! (1967), Jason King (1972), dos episodios de Thriller (1973 y 1976), The Sweeney (1975), Los corsarios de Blake (1978), Minder (1984) y Doctor Who (la serie The Greatest Show in the Galaxy (1988) –89)).
Interpretó a Richmond en la serie Callan (1972) de Thames Television e hizo diez apariciones en Crown Court (1974-1982), principalmente como el abogado Patrick Canty, mientras que también apareció en la popular serie dramática de antología de ATV Love Story (1965-1968). También ocupó un lugar destacado en otros dramas televisivos, incluidos The Duchess of Malfi (1972), Napoleon and Love (1974), The Changeling (1974), Fathers and Families (1977), Holocausto (1978), el episodio de Los corsarios de Blake "Bounty" ( 1978), The Manions of America (1981), To the Lighthouse (1983), The Scarlet and the Black (1983), Bleak House (1985), Strong Medicine (1986), The Play on One: Unreported Incident (1988), Jack the Ripper (1988), Shoot to Kill (1990), la serie de televisión Lovejoy - Irish Stew (1993) y el episodio final de Inspector Morse - The Remorseful Day (2000).
Tuvo papeles cinematográficos destacados en Ulysses (1967) y A Portrait of the Artist como a Young Man (1977). Otros créditos cinematográficos incluyen The Charge of the Light Brigade (1968), Ana de los mil días (1969), Perfect Friday (1970), Villain (1971), Perros de paja (1971), All Creatures Great and Small (1975), Memed, My Hawk (1984), Pascali's Island (1988), Misterio en el Caribe (1989), Monarch (2000) y The Libertine (2004).
Narró el documental ganador del premio Emmy sobre la vida de James Joyce Is There One Who Understands Me (RTÉ).
Su interpretación de Enrique VIII en la película Monarch fue reestrenada en cines en 2014.

### Radio y audiolibros
La voz de McKenna apareció en más de treinta producciones dramáticas originales para la BBC y el Servicio Mundial junto con lecturas de cuentos y poesía para una variedad de programas. Asumió el papel de Phonsie Doherty en la serie de comedia de Radio 4 de Christopher Fitz ‑ Simon, Ballylenon, y más tarde apareció junto a David Threlfall en el drama radiofónico Baldi. En CD y descarga ha grabado los audiolibros de poesía de WB Yeats, la colección de cuentos de Joyce Dubliners y Tales of an Irish R.M. de Somerville y Ross.

## Vida personal
McKenna estuvo casado con May White, literalmente la chica de al lado, desde 1956 hasta su muerte en 2007. Tuvieron cinco hijos. Su hijo Breffni McKenna tuvo un papel de larga duración en la telenovela británica Crossroads y apareció en la película de 1992 The Crying Game.

## Muerte
McKenna murió el 13 de febrero de 2011 en el Royal Free Hospital de Hampstead, Londres, a la edad de 81 años tras un largo período de enfermedad. Fue enterrado junto a su esposa en el Cementerio Teampall Cheallaigh en su condado natal de Cavan.
Tras su muerte, la presidenta de Irlanda, Mary McAleese, el Príncipe Carlos y la ministra de Cultura de Irlanda, Mary Hanafin, rindieron homenajes y dijeron que McKenna era "pertenece a una gran generación cuyos talentos en la pantalla y el escenario, tanto en casa como en el extranjero, nos dieron a todos gran orgullo por sus logros". En el condado de Cavan, lo conmemoran las Becas de Drama TP McKenna (VEC) y el Trofeo Perpetuo TP McKenna presentado como parte del Festival Anual de Drama Millrace.

## Filmografía seleccionada
- 1959 Broth of a Boy como Holmes
- 1959 Home Is the Hero como Joven en el baile
- 1959 Shake Hands with the Devil como Desconocido (no acreditado)
- 1960 A Terrible Beauty como Chico de McIntyre (no acreditado)
- 1960 The Siege of Sidney Street como Lapidos
- 1960 Das schwarze Schaf (no acreditado)
- 1961 Freedom to Die como Mike
- 1961 Johnny Nobody como Oficial Garda
- 1964 La chica de los ojos verdes como El cura
- 1964 Ferry Cross the Mersey como Jack Hanson
- 1965 El soñador rebelde como Tom
- 1967 Ulysses como Buck Mulligan
- 1968 The Charge of the Light Brigade como William Russell
- 1969 Ana de los mil días como Sir Henry Norris
- 1970 The Beast in the Cellar Superintendente Jefe Paddick
- 1970 Y Dios está con nosotros como Nick
- 1970 Perfect Friday como Smith
- 1971 Perros de paja Mayor John Scott
- 1971 Villain como Frank Fletcher
- 1971 Percy
- 1973 A Warm December como Papel menor (no acreditado)
- 1973 Thriller ccomo Frampton
- 1974 Percy's Progress como Editor de noticias de Londres
- 1975 All Creatures Great and Small como Soames
- 1975 Looking For Clancy como Marcus Selby
- 1977 A Portrait of the Artist como a Young Man como Simon Dedalus
- 1980 The Outsider como John Russell
- 1980 Silver Dream Racer como Gerente de Banco
- 1982 Britannia Hospital como Cirujano de teatro
- 1983 The Scarlet and the Black como Heinrich Himmler
- 1984 Kurtuluş, TRT como Lloyd George
- 1984 Memed, My Hawk como Dursan
- 1985 The Doctor and the Devils como O'Connor
- 1988 The Play on One: Unreported Incident como Michael Flynn
- 1988 Pascali's Island como Dr. Hogan
- 1988 Jack the Ripper como O'Connor
- 1988 Red Scorpion como General Oleg Vortek
- 1988 Doctor Who
- 1989 Valmont como Baron
- 2000 Monarch como Enrique VIII
- 2000 Longitude como Edmund Burke
- 2002 The Boys from County Clare como El locutor
- 2004 The Libertine como Black Rod

## Rnlaces externos
- T. P. McKenna en Internet Movie Database (en inglés).

- Datos: Q944296